# Dicykloverinhydroklorid
Dicykloverinhydroklorid är ett läkemedel som har getts till spädbarn vid svår kolik. Dicykloverinhydroklorid är avregistrerat i Sverige.